# À gauche en sortant de l'ascenseur
Pour la pièce de théâtre du même nom, voir L'Amuse-gueule.
Pour plus de détails, voir Fiche technique et Distribution.
À gauche en sortant de l'ascenseur est un film français réalisé par Édouard Molinaro et sorti en 1988.

## Fiche technique
- Titre : À gauche en sortant de l'ascenseur
- Réalisation : Édouard Molinaro
- Scénario et dialogues : Gérard Lauzier d'après sa pièce de théâtre L'Amuse-gueule
- Photographie : Robert Fraisse
- Musique : Murray Head
- Production : Claude Berri
- Société de production : Fideline Films, Orly Films, Renn Productions
- Société de distribution : AMLF
- Format : couleur (Eastmancolor) - 35 mm (Panavision) - 2,39:1 - son mono
- Genre : comédie
- Durée : 83 minutes (1 h 23)
- Dates de sortie : 
  - France : 31 août 1988

## Distribution
- Pierre Richard : Yann Ducoudray
- Emmanuelle Béart : Éva
- Richard Bohringer : Boris
- Fanny Cottençon : Florence Arnaud
- Pierre Vernier : André Arnaud
- Jean-Michel Dupuis : Jean-Yves, l'ami de Yann
- Michel Creton : le premier flic
- Éric Blanc : le second flic
- Édouard Molinaro : l'homme de l'ascenseur
- Martine Maximin : Marilda
- Albert Simono : l'automobiliste coincé par Boris

## Autour du film
- Le réalisateur Édouard Molinaro effectue un caméo, en tant qu'homme aux lunettes qui entre dans l'ascenseur.
- L'action se passe à Paris, rue Lauzier. Cette rue qui porte le nom du scénariste du film est imaginaire.